# Home Before Dark
Home Before Dark (bra: O Direito de Ser Feliz) é um filme estadunidense de 1958, do gênero drama, dirigido por Mervyn LeRoy, estrelado por Jean Simmons, e coestrelado por Dan O'Herlihy, Rhonda Fleming e Efrem Zimbalist, Jr. O roteiro de Eileen e Robert Bassing foi baseado no romance homônimo de 1957, da própria Eileen.
A trama retrata a história de uma mulher emocionalmente fragilizada que é liberada de um hospital psiquiátrico e enfrenta uma batalha pela sua sanidade quando volta para casa, o ambiente impiedoso que desencadeou seu sofrimento mental.

## Sinopse
Charlotte Bronn (Jean Simmons), uma mulher rica, mas emocionalmente vulnerável, deixa um hospital psiquiátrico em Massachusetts um ano após sofrer um colapso mental. Tentando recomeçar sua vida, ela retorna à sua casa problemática, onde vive com seu marido Arnold Bronn (Dan O'Herlihy), um professor; Inez Winthrop (Mabel Albertson), sua madrasta; e Joan Carlisle (Rhonda Fleming), sua meia-irmã. A mulher fica perturbada ao perceber que as dinâmicas familiares na residência, o principal motivo que desencadeou seu sofrimento mental, continuam as mesmas. O Dr. Collins (Ed Prentiss), encarregado de seu tratamento, se preocupa que ela se torne mais uma paciente que sofre recaídas ao retornar para as mesmas situações que causaram seus problemas. No entanto, Charlotte começa a tentar enfrentar seus medos e desafios, especialmente sem o apoio necessário de seus entes queridos, que parecem ameaçar sua frágil recuperação.

## Elenco
- Jean Simmons como Charlotte Bronn
- Dan O'Herlihy como Arnold Bronn
- Rhonda Fleming como Joan Carlisle
- Efrem Zimbalist, Jr. como Dr. Jacob "Jake" Diamond
- Mabel Albertson como Inez Winthrop
- Steve Dunne como Hamilton Gregory
- Joan Weldon como Frances Barrett
- Joanna Barnes como Cathy Bergner
- Kathryn Card como Mattie
- Marjorie Bennett como Hazel Evans
- Johnstone White como Malcolm Southey
- Eleanor Audley como Sra. Hathaway

Não-creditados
- Tom Gleason como Tony Barrett
- Ed Prentiss como Dr. Collins

## Produção
A produção do filme foi iniciada em 15 de janeiro de 1958 e encerrada em abril daquele ano. As filmagens aconteceram em locações em Boston, Marblehead, Wakefield e Salem, todas em Massachusetts. Gravações adicionais ocorreram em locações em um hotel de Beverly Hills, na Califórnia, e em Point Sequit, na costa de Malibu.
Eileen Bassing, autora do romance que baseou o roteiro do filme, havia morado anteriormente em Marblehead, e utilizou a cidade como referência para a criação da fictícia "Cape Marble" da história.

## Recepção
O filme obteve uma recepção geralmente positiva da crítica especializada, que elogiou particularmente a atuação de Simmons. Pauline Kael, em sua crítica para a revista The New Yorker, escreveu: "Jean Simmons oferece uma performance reservada e lindamente modulada". Philip French, para o The Guardian, declarou que a produção carrega "talvez seu melhor desempenho".
Bosley Crowther, em sua crítica para o The New York Times, elogiou a atuação de Simmons, mas pouca coisa além disso: "Por mais de duas horas, esta criatura desafortunada, a quem a adorável Srta. Simmons interpreta com muito mais paixão e sinceridade do que o roteiro vazio justifica, rasga-se em pedaços em uma situação ligeiramente absurda, não apenas em sua pretensão psicológica, mas também na maneira artificial como é encenada. Resgatada de um hospital psiquiátrico por seu cônjuge curiosamente frio ... ela se vê mais uma vez confrontada com as mesmas circunstâncias que a levaram ao manicômio em primeiro lugar. Na verdade, elas são piores ... A Srta. Simmons se debate nesta situação antinatural, sufocando seu amor e ciúme, afastando-se do tentador pensionista e piorando progressivamente ... A direção do Sr. LeRoy contribui para a superficialidade do drama. Embora ele tenha elaborado demais seus cenários, ele não elaborou seus personagens com os detalhes gráficos que poderiam torná-los significativos ... Felizmente, somos poupados de um excesso ... Home Before Dark é filmado apropriadamente em preto e branco à moda antiga".
A revista Variety declarou: "Home Before Dark deve fazer os lenços de papel trabalharem bastante ... é um melodrama romântico de considerável poder e impacto. O roteiro ... às vezes parece um tanto fraco na motivação de seus personagens. Também é difícil, às vezes, entender o tom mental da heroína mentalmente doente (Jean Simmons). Mas enquanto a história se desenrola, ela se torna tão envolvente que as discrepâncias factuais são relativamente irrelevantes. Sua madrasta (Mabel Albertson) e sua meia-irmã (Rhonda Fleming) são mulheres magistrais que poderiam levar qualquer pessoa à beira da loucura. Seu único aliado real na casa é um estranho (Efrem Zimbalist, Jr.), que também fica deslocado no cenário da comunidade universitária consanguínea da Nova Inglaterra ... A produção toda é vista do ponto de vista de Simmons, o que significa que ela está praticamente 'presente' o tempo todo. Sua voz é um instrumento vibrante, usado com articulação e colocação cuidadosas, sendo essas as únicas partes vitais dela em certos momentos. A fotografia de Joseph Biroc é adequada à atmosfera sombria da Nova Inglaterra. É inverno, um inverno deprimente e cinzento, e as locações em Massachusetts dão à produção uma sensação autêntica".

## Prêmios e indicações
| Ano  | Cerimônia     | Categoria                       | Indicado             | Resultado | Ref.          |
| ---- | ------------- | ------------------------------- | -------------------- | --------- | ------------- |
| 1959 | Globo de Ouro | Melhor filme dramático          | "Home Before Dark"   | Indicado  | [ 14 ] [ 15 ] |
| 1959 | Globo de Ouro | Melhor atriz em filme dramático | Jean Simmons         | Indicada  | [ 14 ] [ 15 ] |
| 1959 | Globo de Ouro | Melhor ator coadjuvante         | Efrem Zimbalist, Jr. | Indicado  | [ 14 ] [ 15 ] |

## Mídia doméstica
Em 8 de julho de 2011, o filme foi lançado em DVD pela Warner Home Video, através da Warner Archive.